# 恩约蒂尼
恩约蒂尼（Nyotini），是印度北方邦Unnao县的一个城镇。总人口7120（2001年）。

## 人口
该地2001年总人口7120人，其中男性3700人，女性3420人；0—6岁人口1271人，其中男667人，女604人；识字率43.26%，其中男性为51.95%，女性为33.86%。